# Unité des communes valdôtaines du Mont-Rose
L'unité des communes valdôtaines du Mont-Rose réunit 4 communes de la basse vallée d'Aoste, les 3 communes francophones de la basse vallée du Lys et les 2 communes de la vallée de Champorcher :
- Champorcher ;
- Bard  ;
- Donnas  ;
- Fontainemore ;
- Hône  ;
- Lillianes ;
- Perloz ;
- Pontboset  ;
- Pont-Saint-Martin.

Son nom dérive du massif du mont Rose.

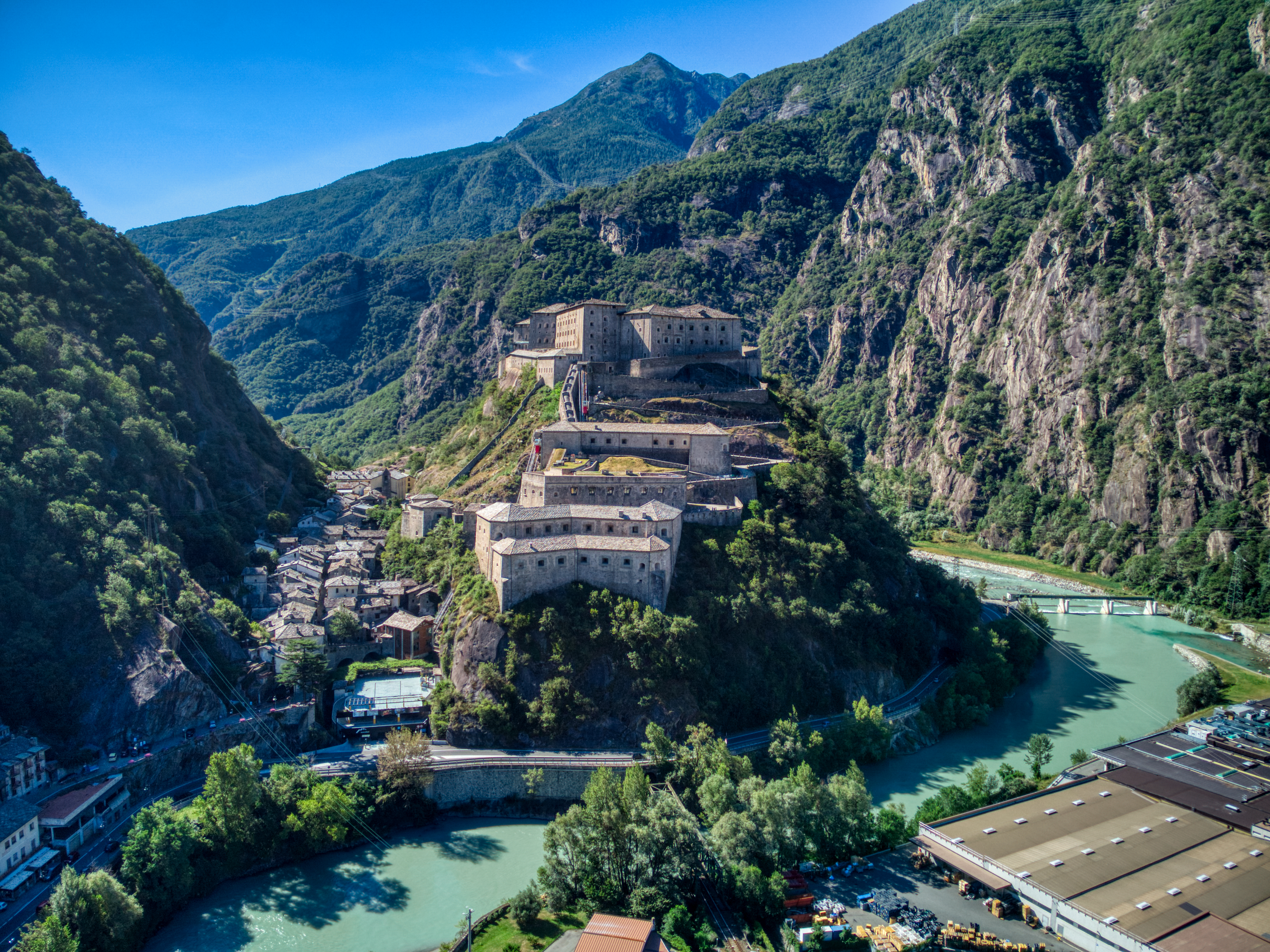
Bard.
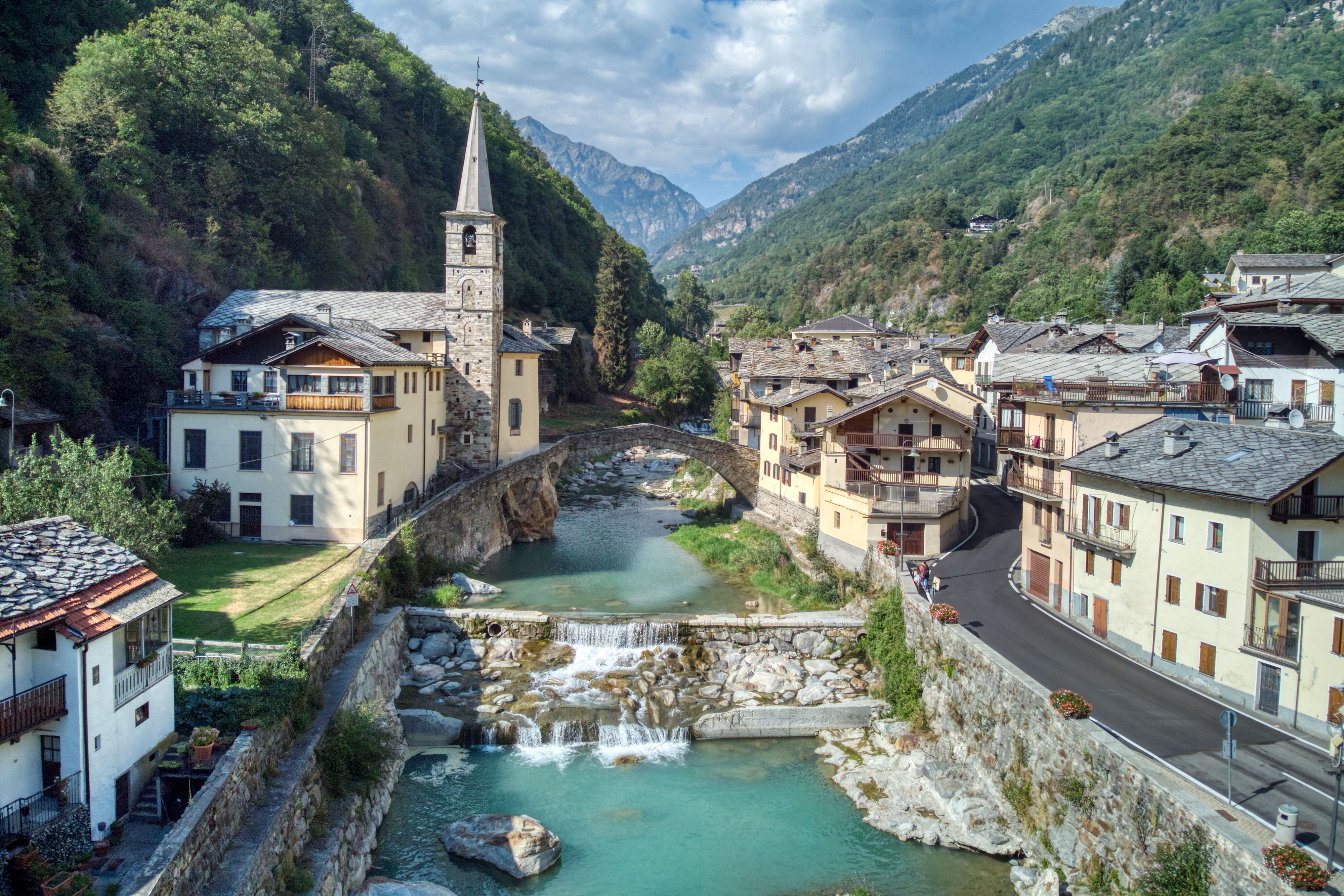
Fontainemore.
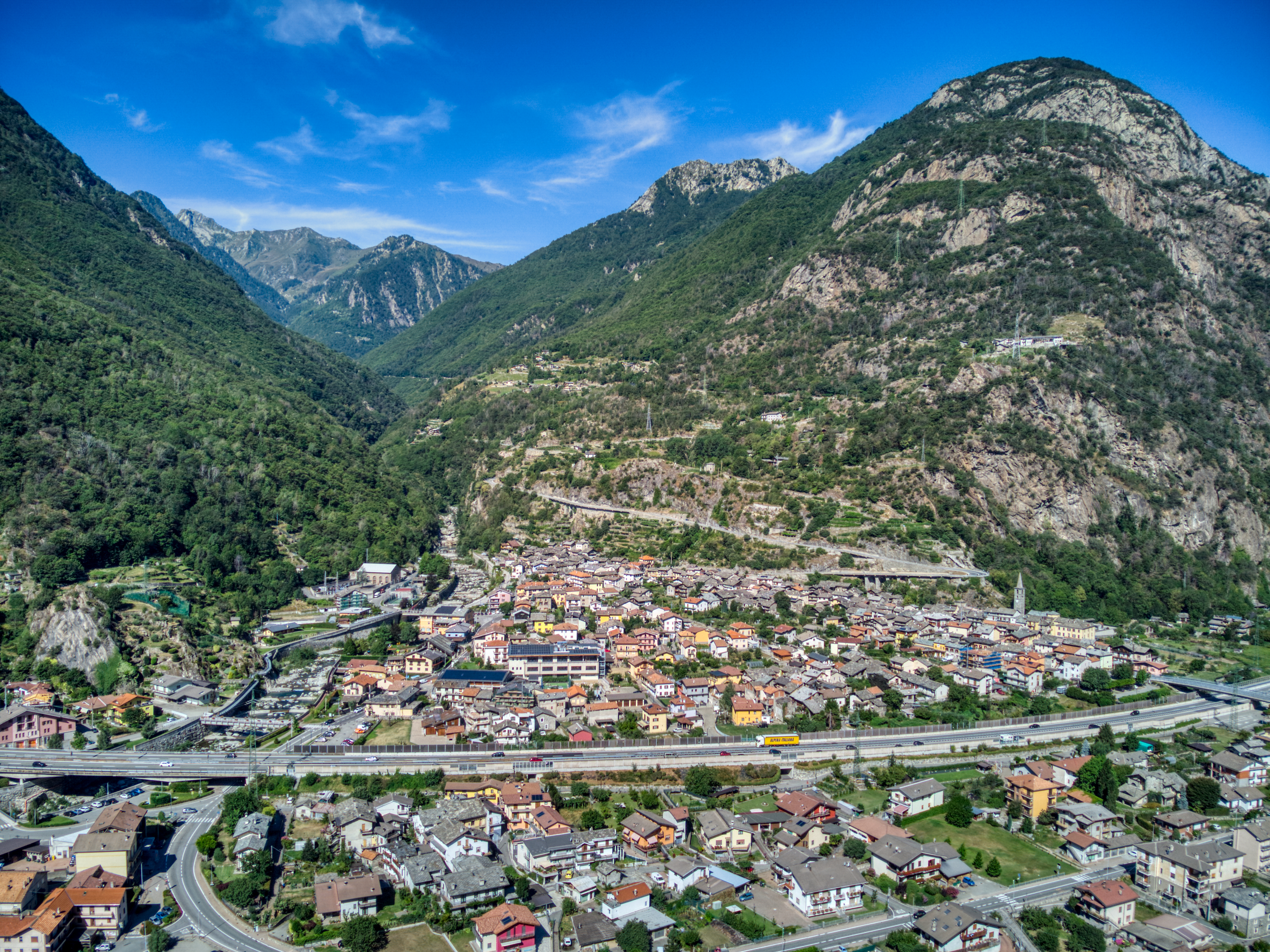
Hône.
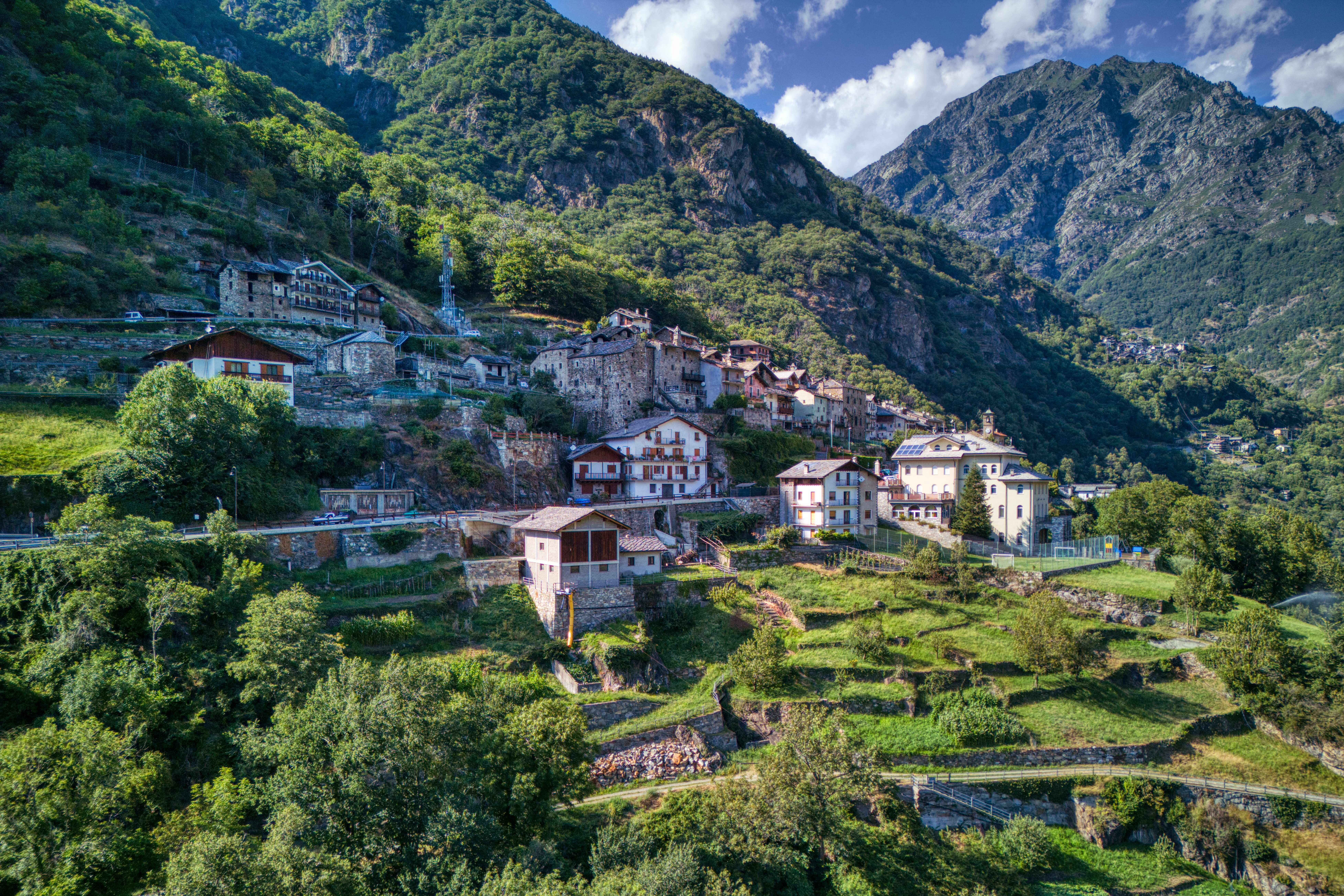
Perloz.

## Activités
Le but principal est celui de favoriser le développement des communes, la préservation de l'environnement et la sauvegarde des traditions et de la culture locales.
Les directives de travail se sont concentrées ces dernières années notamment sur :
- Le développement et la sauvegarde des alpages ;
- Le développement du tourisme.